# Condado de Colfax (Nebraska)
El condado de Colfax (en inglés: Colfax County), fundado en 1869 y con su nombre en honor la vicepresidenta Schuyler Colfax, es un condado del estado estadounidense de Nebraska. En el año 2000 tenía una población de 10.411 habitantes con una densidad de población de 9,6 personas por km². La sede del condado es Schuyler.

## Geografía
Según la oficina del censo el condado tiene una superficie total de 1085 km² (418,9 mi²), de los que 1070 km² (413,1 mi²) son tierra y 13 km² (5 mi²) (1,30%) son agua.

## Condados adyacentes
- Condado de Dodge - este
- Condado de Butler - sur
- Condado de Platte - oeste
- Condado de Stanton - norte
- Condado de Cuming - noreste

## Demografía
Según el censo del 2000 la renta per cápita media de los habitantes del condado era de 35.849 dólares y el ingreso medio de una familia era de 40.936 dólares. En el año 2000 los hombres tenían unos ingresos anuales 25.656 dólares frente a los 20.485 dólares que percibían las mujeres. El ingreso por habitante era de 15.148 dólares y alrededor de un 10.80% de la población estaba bajo el umbral de pobreza nacional.

## Ciudades y pueblos
- Clarkson
- Howells
- Leigh
- Richland
- Rogers
- Schuyler